# 権武
権 武（けん ぶ、生没年不詳）は、中国の隋の軍人・政治家。字は武挵。本貫は天水郡。

## 経歴
北周の開府の権襲慶の子として生まれた。父の権襲慶は并州で北斉と戦い、奮戦して戦死した。権武は忠臣の子として、開府の位を受け、斉郡公の爵位を嗣いだ。王謙の下で北斉の服龍など5城を破った。北斉を平定するにあたって、邵州を攻め落とし、別に6城を下した。宣帝のとき、勁捷左旅上大夫の位を受け、上開府に進んだ。
580年、楊堅が丞相となると、権武は側近として召し出された。587年、淅州刺史に任ぜられた。南朝陳に対する征戦に参加し、行軍総管として晋王楊広に従い六合に進出した。凱旋すると、豫州刺史となった。597年、創業の旧勲により、大将軍の位に進み、潭州総管を検校した。桂州の李世賢が乱を起こすと、権武は行軍総管として武候大将軍の虞慶則とともに乱を討った。虞慶則が処刑されると、権武の功績は取り上げられることのないまま潭州に帰った。多くの金帯を造り、嶺南の首領たちに贈ると、首領たちは答礼として宝物を贈ってきたので、権武はみなこれを受け取り、巨富をなした。権武は歳をとって一子を儲けたので、客たちと宴会を開き、酒に酔ったあげく、勝手に管内の囚人たちを釈放した。権武は南方の習俗に従って、適宜な施策を採り、律令にこだわらなかった。文帝（楊堅）の怒りを買って、斬刑に処せられるところ、権武は獄中で上書し、父の権襲慶の旧功を訴えて減刑を嘆願した。このため一命を許され、官爵を除かれて民となった。仁寿年間、大将軍として復帰し、まもなく太子右衛率に任ぜられた。
604年、煬帝（楊広）が即位すると、権武は右武衛大将軍に任ぜられたが、事件に連座して免官された。後に桂州刺史として復帰し、始安郡太守に転じた。右屯衛大将軍として召還されたが、まもなくまた事件に連座して免官された。邸で死去した。
子に権弘があった。

## 伝記資料
- 『隋書』巻六十五 列伝第三十
- 『北史』巻七十八 列伝第六十六